# Шатрин, Александр Борисович
Алекса́ндр Бори́сович Шатри́н (при рождении — Абра́м Бе́ркович Шапи́ро; 3 августа 1919 — 1 января 1978, Москва) — советский актёр, театральный режиссёр; заслуженный артист РСФСР (1958).

## Биография
Александр Шатрин учился на отделении драматических актёров в московском Театрально-музыкальное училище имени Глазунова, которое окончил в 1939 году. В 1939—1946 годах был актёром, а в дальнейшем и режиссёром Ансамбля песни и пляски Красной Армии.
В 1951 году окончил режиссёрский факультет ГИТИСа, где его педагогами были Алексей Попов и Мария Кнебель. Свой дипломный спектакль, «Битва за жизнь» по пьесе М. Волиной и Е. Шатровой, он поставил в Ярославле, в Театре имени Ф. Волкова.
В 1952—1955 годах Шатрин был очередным режиссёром в Иркутском драматическом театре, где дебютировал постановкой пьесы Л. Толстого «Живой труп»; одновременно ставил спектакли в Иркутском театре музыкальной комедии и местном ТЮЗе.
В 1955 году Алексей Попов пригласил Шатрина в качестве очередного режиссёра в Центральный театр Советской армии (ЦТСА). Здесь Шатрин работал до 1959 года, поставил два спектакля вместе со своим учителем и осуществил ряд самостоятельных постановок; спектакль «Моя семья» по пьесе Э. де Филиппо произвёл впечатление и на автора, посетившего сотое его представление: драматург даже забыл, что он — «автор, давно уже знающий, какие события здесь разворачиваются, какие персонажи действуют», и словно наблюдал со стороны за жизнью чужой семьи. Одновременно Шатрин ставил спектакли в Ленинградском театре им. Ленинского комсомола.
Покинув ЦТСА после отставки Попова, Шатрин в 1960—1964 годах работал в Театре имени Ермоловой — в качестве очередного, а затем и главного режиссёра. С 1964 года ставил спектакли в разных театрах. Как писала Театральная энциклопедия, режиссёру наиболее близки были пьесы «с углублённой разработкой человеческих характеров, написанные в жанре психологической и социальной драмы и комедии».
Александр Шатрин умер в Москве 1 января 1978 года и был похоронен на Востряковском кладбище.

## Творчество

### Режиссёрские работы в театре

#### Иркутский драматический театр
- 1951 — «Живой труп» Л. Толстого
- 1952 — «Собака на сене» Лопе де Веги
- 1952 — «Платон Кречет» А. Корнейчука
- 1953 — «Мать своих детей» А. Афиногенова
- 1954 — «Годы странствий» А. Арбузова[1]
- 1954 — «Разлом» Б. Лавренёва

#### Центральный театр Советской армии
- 1956 — «Москва, Кремль!» А. Афиногенова (совместно с А. Д. Поповым)
- 1956 — «Титаник-вальс» Т. Мушатеску
- 1957 — «Поднятая целина» по М. Шолохову (совместно с А. Д. Поповым)
- 1957 — «Моя семья» Э. де Филиппо
- 1957 — «Раскинулось море широко» Вс. Вишневского, Вс. Азарова, А. Крона
- 1958 — «Люди, которых я видел» С. Смирнова
- 1958 — «Юстина» Х. Вуолийоки
- 1959 — «Внук короля» Л. Шейнина (совместно с Д. В. Тункелем)

#### Ленинградский театр имени Ленинского комсомола
- 1958 — «Никто» Э. де Филиппо
- 1960 — «Горькая судьбина» А. Писемского
- 1960 — «Три толстяка» Ю. Олеши (диплом 1-й степени на фестивале «Белые ночи»)

#### Московский театр имени Ермоловой
- 1961 — «Мой друг» Н. Погодина
- 1961 — «Игра без правил» Л. Шейнина
- 1962 — «Суббота, воскресенье, понедельник» Э. де Филиппо
- 1963 — «Сотворившая чудо» У. Гибсона

#### Театр сатиры
- 1965 — «Над пропастью во ржи» по Д. Сэлинджеру
- 1966 — «Старая дева» И. Штока[7].

#### Спектакли в других театрах
- 1959 — «На нашей улице» Э. Брагинского (Московский драматический театр)
- 1966 — «Дядя Ваня» А. Чехова (Белорусский драматический театр имени Я. Купалы)
- 1966 — «Старик» М. Горького (Малый театр)
- 1966 — «Чайка» А. Чехова (Театр Лахти, Финляндия)
- 1969 — «Господин Боркман» Г. Ибсена (Малый театр)